# Gregorio Escalante Nava
Gregorio Escalante Nava, político costarricense (1811-1886). Casó en primeras nupcias en 1838 con Magadalena del Castillo Villagra, hija del acaudalado cafetalero Mariano Montealegre Bustamante y viuda de Santiago Millet Saint-Jean, y en segundas en 1865 con Filomena Echandi Marchena.
Fue administrador de las aduanas de San José y Puntarenas, juez de primera instancia, Gobernador de las provincias de Puntarenas y Guanacaste, Consejero de Estado, Diputado y administrador del Banco de Emisión.
También desempeñó funciones como diplomático en dos oportunidades. Fue Encargado de Negocios de Costa Rica en el Perú, donde firmó el tratado de amistad Escalante-Osma (1852), y en 1857 fue enviado como Ministro a ese mismo país, a gestionar un empréstito para hacer frente a las necesidades de la campaña contra los filibusteros de William Walker.
- Datos: Q5885360